# Abd ál-Raúf Ben Azíza
Abd ál-Raúf Ben Azíza (arabul: رؤوف بن عزيزة); Grombalia, 1953. szeptember 23. –) tunéziai válogatott labdarúgó.

## Pályafutása

### Klubcsapatban
1972 és 1979 között az Étoile du Sahel, 1978 és 1979 között a szaúdi en-Naszr, 1982 és 1983 között pedig a Hammam Lif csapatában játszott. 

### A válogatottban
A tunéziai válogatott tagjaként. részt vett az 1978-as Afrikai nemzetek kupáján és az 1978-as világbajnokságon, ahol Mexikó ellen kezdőként, míg az NSZK elleni csoportmérkőzésen csereként lépett pályára.